# Goubet II
Die Goubet II war ein U-Boot des französischen Erfinders Claude Goubet. Es wurde ursprünglich für die französische Marine entwickelt, von dieser jedoch nicht in Dienst gestellt und 1903 von der russischen Marine übernommen. Für die brasilianische Marine wurden zwei weitere Einheiten dieses Kleinst-U-Bootes gebaut.

## Beschreibung
Nachdem das Marineministerium sein erstes U-Boot Goubet I abgelehnt hatte, konstruierte Goubet die etwas größere Goubet II. Ein erster Prototyp lief 1895 vom Stapel. Der 8,00 m lange Bootsrumpf bestand aus drei Bronzeteilen, die wasserdicht aneinandergefügt waren. Die Dicke der Hülle betrug in der Mitte 25 mm und nahm zu den Enden auf 15 mm ab. Es wurde geschätzt, dass die Hülle mindestens bis 300 m Wassertiefe druckstabil war. Die Fortbewegung erfolgt über eine Schraube, die durch einen 4 PS starken Elektromotor von Siemens angetrieben wurde. Den Strom lieferten Bleiakkumulatoren. Die Geschwindigkeit wurde über die Anzahl der zugeschalteten Akkumulatoren reguliert.
Die Steuerung des Bootes erfolgte über den über das Steuer bedienbaren, drehbaren Propeller. Über ein Manometer regelte man die Tauchtiefe. Zum Untertauchen pumpte eine angeschlossene Elektropumpe Wasser in einen Tank, bis die Tauchtiefe erreicht war. Zum Auftauchen wurde dieses von einer zweiten Pumpe wieder abgepumpt. Zur Stabilisierung des Bootes gab es Ballasttanks im Bug und im Heck, zwischen denen auf die gleiche Weise Wasser ausgetauscht werden konnte. Außerdem war ein Bleigewicht von 1500 kg unterhalb des Rumpfes befestigt, das zusätzlich für Stabilität sorgen sollte. Dieses konnte im Notfall entriegelt und abgeworfen werden und das U-Boot stieg dann sofort zur Wasseroberfläche auf. Um das Boot während der Fahrt zu stabilisieren, verfügte es auf beiden Seiten und am Kiel über kleine Flügel, die als Schlingerkiele dienen sollten.

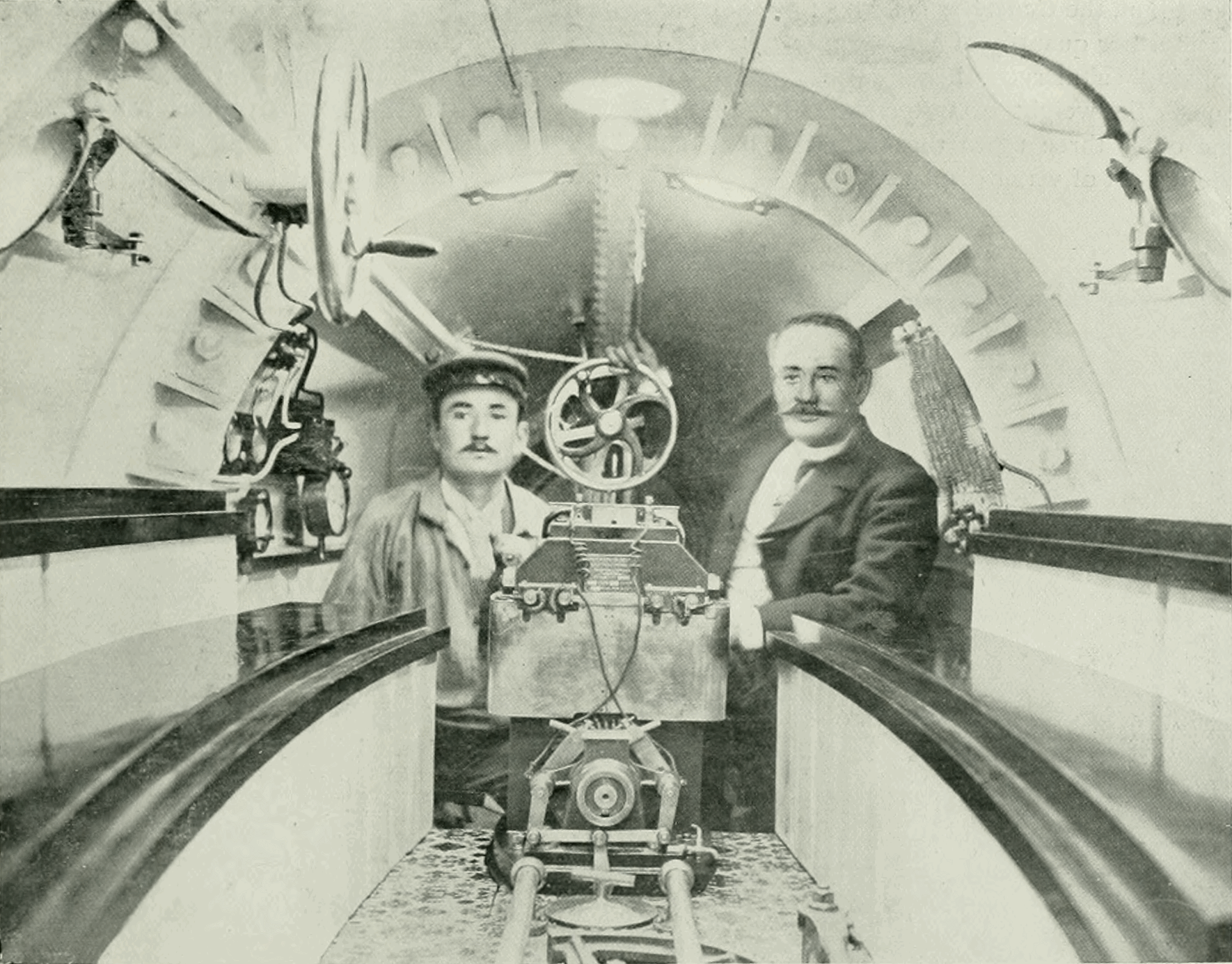
Claude Goubet (rechts) im Innern der Goubet II

In der runden Kuppel des U-Bootes gab es rundherum Fensterscheiben. Mittels eines 3 m langen Periskops, das mit Prismen ausgestattet war, konnte bei geringer Tauchtiefe die Wasseroberfläche beobachtet werden. Wie bei der Goubet I gab es einen 80-Liter-Tank, in dem Druckluft mit 50 bar vorgehalten wurde. Zusätzlich wurde die Raumluft mittels Kaliumhydroxid und Chlorkalk aufbereitet.
Auf beiden Seiten der Goubet II war jeweils ein Whitehead-Torpedo mit einem Durchmesser von 45 cm angebracht, der über einen Hebel im Inneren abgeschossen werden konnte. Das U-Boot verfügte über Vorrichtungen, an denen Bohrer oder Scheren befestigt werden konnten. So war es zum Beispiel möglich, Stahlnetze, Telegrafenleitungen oder Zündkabel zu kappen. Außerdem gab es eine Art Schleuse, über die kleine Gegenstände wie Flaschenpost nach draußen befördert werden konnten. Aufgrund der geringen Geschwindigkeit und der kleinen Reichweite erschien der Einsatz des U-Boots nur von einem Schiff aus sinnvoll, das es in das Einsatzgebiet brachte und mit einem Kran zu Wasser ließ.
Erste Tests erfolgten 1899. Zwischen 1900 und 1901 wurde die Goubet II in Toulon der französischen Marine  vorgeführt, die mit der Narval bereits über einen einsatzfähigen U-Boot-Typ verfügte. Ihr Urteil zu Goubets neuem Entwurf war das gleiche, das man schon für das Vorgängermodell abgegeben hatte – das U-Boot war zu klein und seine niedrige Geschwindigkeit nicht zeitgemäß. Am 12. September 1902 wurde sie schließlich – Claude Goubets Firma war inzwischen bankrott – für 45.000 Franc von dem ehemaligen Sekretär der Gerichtsvollzieherkammer, M. Maire, in Saint-Ouen-sur-Seine für die Kaiserlich Russische Marine ersteigert. Am 19. November 1903 wurde sie auf das gerade in Frankreich fertiggestellte Linienschiff Zessarewitsch verladen und nach Port Arthur verbracht. Hier wurde sie mit einem 20 PS starken Elektromotor ausgestattet. Nach dem Russisch-Japanischen Krieg fiel das U-Boot in die Hände der Japaner, die es an China weiterverkauften. Der weitere Verbleib ist unbekannt.

## Brasilianische Marine
Am 19. Juni 1894 orderte die brasilianische Regierung fünf Einheiten vom Typ Goubet II für die Marinha do Brasil im Wert von 48.250 $. Es kam jedoch nur zum Bau von zwei Einheiten. Nachdem das Schlachtschiff Riachuelo in Frankreich umgerüstet worden war, nahm es 1896 ein U-Boot an Bord und diente ihm als Mutterschiff. Das U-Boot erwies sich als untauglich für den geplanten Einsatz. Ein zweites U-Boot sollte am 24. August 1898 in Cherbourg auf die in Deutschland umgerüstete Vinte e Quatro de Maio verladen werden. Goubet konnte diesen Vertrag nicht erfüllen.